# Indian Arm
Indian Arm är en vik i Kanada.   Den ligger i provinsen British Columbia, i den södra delen av landet, 3 500 km väster om huvudstaden Ottawa.
I omgivningarna runt Indian Arm växer i huvudsak barrskog. Runt Indian Arm är det mycket glesbefolkat, med 3 invånare per kvadratkilometer.